# Катарски риал
Вижте пояснителната страница за други значения на риал.
Катарският риал (на арабски: ريال قطري) е паричната единица на Емирство Катар. Тя се дели на 100 дирхама.

## История
До 28 април 1959 г. в страната е в обращение индийската рупия, когато е заменена от рупията на Персийския залив като обща валута на страните от региона. Била е привързана към индийската рупия и когато последната се обезценява през 1965 г., пада стойността и на рупията на Персийския залив. Тогава Катар и други страни от Залива решават да пуснат своя парична единица.
Преди това страната през 1966 г. преминава на саудитския риал по курс 1 риал = 1,065 рупии. През септември Катар и Дубай въвеждат в обращение обща валута — катаро-дубайски риал. След като обаче през 1973 г. Дубай влиза в състава на ОАЕ, Катар започва да пуска собствена валута — катарски риал през 1966 г.

## Банкноти
Банкнотите в циркулация са със стойност от 1, 5, 10, 50, 100 и 500 риала.
| Изображение | Изображение | Валута    | Основен цвят   | Описание      | Описание                          |
| Лице        | Гръб        | Валута    | Основен цвят   | Лице          | Гръб                              |
| ----------- | ----------- | --------- | -------------- | ------------- | --------------------------------- |
|             |             | 1 Риял    | Кафяв          | Герб на Катар | Местни птици                      |
|             |             | 5 Рияла   | Зелен          | Герб на Катар | Национален музей, Местни животни  |
|             |             | 10 Рияла  | Оранжев        | Герб на Катар | Дюни                              |
|             |             | 50 Рияла  | Пурпур         | Герб на Катар |                                   |
|             |             | 100 Рияла | Зелен и Пурпур | Герб на Катар | Старата джамия и Институт Ал Шаяб |
|             |             | 500 Рияла | Син            | Герб на Катар |                                   |

## Монети
Монетите в обращение са с номинал от 1, 5, 10, 25 и 50 дирхама.